# Elina Giallurachis
Elina Giallurachis (née le 29 mai 2001 à Marseille), est une athlète française, spécialiste du saut à la perche. 

## Biographie
Elle remporte les championnats de France en salle 2021 en franchissant 4,41 m. 

## Palmarès
| Date | Compétition                     | Lieu    | Résultat | Épreuve          | Marque |
| ---- | ------------------------------- | ------- | -------- | ---------------- | ------ |
| 2021 | Championnats de France en salle | Miramas | 1re      | Saut à la perche | 4,41 m |
| 2021 | Championnats de France          | Angers  | 3e       | Saut à la perche | 4,30 m |
| 2022 | Championnats de France          | Caen    | 3e       | Saut à la perche | 4,40 m |
| 2023 | Championnats de France          | Albi    | 3e       | Saut à la perche | 4,21 m |

| Date | Compétition                    | Lieu    | Résultat | Épreuve          | Marque |
| ---- | ------------------------------ | ------- | -------- | ---------------- | ------ |
| 2018 | Championnats d'Europe jeunesse | Györ    | 10e      | Saut à la perche | 3,80 m |
| 2019 | Championnats d'Europe juniors  | Borås   | Finale   | Saut à la perche | NM     |
| 2021 | Championnats d'Europe espoirs  | Tallinn | 7e       | Saut à la perche | 4,25 m |

## Records
| Épreuve          | Épreuve   | Marque | Lieu   | Date            |
| ---------------- | --------- | ------ | ------ | --------------- |
| Saut à la perche | Plein air | 4,51 m | Pessac | 13 juillet 2022 |
| Saut à la perche | Salle     | 4,46 m | Caen   | 6 mars 2022     |